# Carlos Alberto Leite Barbosa
Carlos Alberto Leite Barbosa (* 1936 in Minas Gerais) ist ein ehemaliger brasilianischer Diplomat.

## Leben
Carlos Alberto Leite Barbosa machte sein Abitur in Uberaba und schloss 1959 ein Studium der Rechtswissenschaft an der Universidade Federal do Rio de Janeiro ab.
Im Jahr 1960 wurde Barbosa zum Gesandtschaftsrat dritter Klasse ernannt und ein Jahr später im Büro Jânio Quadros beschäftigt. 1963 folgte in Anerkennung seiner Leistung die Beförderung zum Gesandtschaftssekretär zweiter Klasse. Von 1965 bis 1967 leitete Barbosa in Buenos Aires die Handelsmission und wurde 1968 zum Gesandtschaftssekretär erster Klasse befördert. Als solcher wurde er von 1969 bis 1974 nach Madrid versetzt und dort 1973 zum Geschäftsträger ernannt und zum Gesandtschaftsrat befördert. 1978 folgte die weitere Beförderung zum Gesandten zweiter Klasse und 1982 zum Gesandten erster Klasse.
Von Januar bis Juli 1985 wurde Barbosa als Botschafter nach Bogotá berufen und übernahm einen Monat später bis zum Februar 1986 den Vorsitz des Instituto Brasileiro do Café. Ab dem 19. Januar 1987 übernahm er bis zum 25. Juli 1991 die Botschafter in Rom, wo er die brasilianische Regierung bei der Ernährungs- und Landwirtschaftsorganisation der Vereinten Nationen vertrat. Schließlich wurde er noch vom 30. September 1991 bis zum 12. August 1997 als Botschafter in Paris berufen und vertrat anschließend bis zum 12. April 2000 die Brasilianische Regierung bei der Organisation Amerikanischer Staaten.

## Veröffentlichungen
- Desafio Inacabado - A Política Externa de Jânio Quadros[1]